# Liste des saints du IVe siècle

Cette liste concerne les saints reconnus comme tels par l'Église catholique, ayant vécu au IVe siècle.

## Années 300

### Année 300

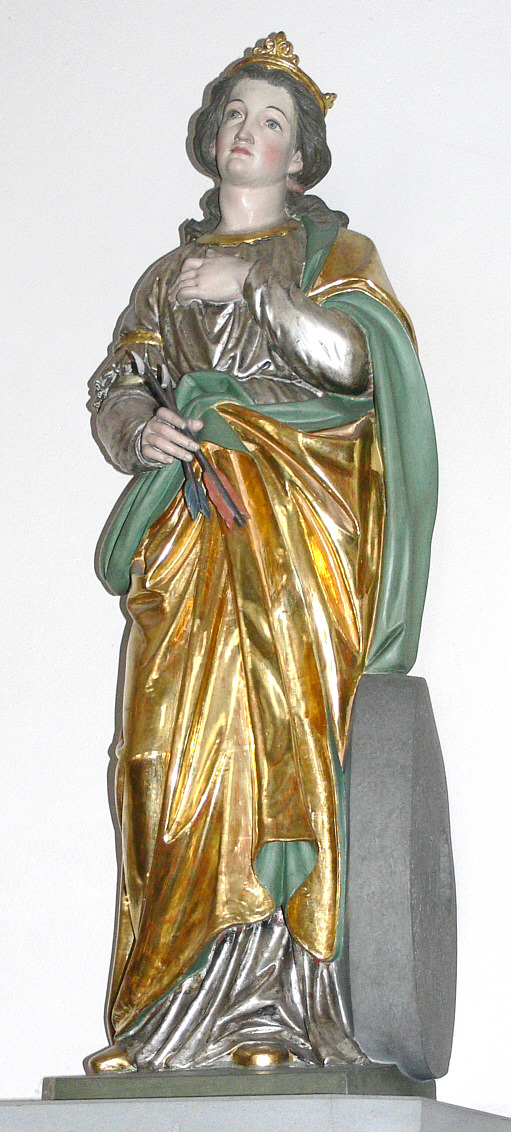
Sainte Christine de Tyr

- Saint Austremoine de Clermont († 300), premier évêque de Clermont, évangélisateur de l'Auvergne
- Saint Cassien d'Imola († 300), martyr
- Sainte Christine de Tyr († 300), vierge et martyre

### Année 303
- Sainte Agnès de Rome (290-303), vierge et martyre
- Saint Bacchus († 303), officier de l'armée romaine, martyr
- Saint Érasme de Formia (253-303), évêque, évangélisateur et martyr
- Sainte Lucie de Syracuse († 303), vierge et martyre

### Année 304
- Saint Cyr de Tarse (300-304), enfant et martyr
- Saint Daniel de Padoue († 304), diacre et martyr
- Saint Donatien de Nantes († 304), martyr
- Sainte Emérance († 304), vierge et martyre
- Sainte Eulalie de Barcelone (289-304), vierge et martyre
- Sainte Juliette de Césarée († 304), veuve et martyre
- Saints Philippe, Sévère et Hermès († 304), martyrs à Héraclée[1].

### Année 305
- Sainte Euphémie de Chalcédoine (284-305), vierge et martyre
- Saint Janvier de Naples († 305), évêque de Bénévent, martyr

### Année 306
- Quatre Saints couronnés († 306), martyrs

### Année 309
- Saint Marcel Ier († 309), pape
- Saint Pamphile de Césarée (250-309), théologien et martyr

## Années 310

### Année 311
- Saint Pierre d'Alexandrie († 311), évêque d'Alexandrie, Père de l'Église, martyr
- Saint Sylvain de Gaza († 311), évêque de Gaza, martyr

### Année 312
- Sainte Dévote (283-312), vierge et martyre

## Années 340

### Année 348
- Saint Julien du Mans († 348), premier évêque du Mans

## Années 360

### Année 362
- Saints Macédonius, Théodule et Tacien, chrétiens de Méros en Phrygie, morts martyrs[2]

### Année 367
- Saint Hilaire de Poitiers (315-367), évêque, théologien et docteur de l'Église

## Années 370

### Année 373
- Saint Athanase d'Alexandrie (298-373), évêque, théologien, docteur de l'Église
- Saint Éphrem le Syrien (306-373), diacre et théologien syrien, docteur de l'Église

### Année 379
- Saint Basile le Grand (329-379), évêque, théologien, fondateur des basiliens et docteur de l'Église

## Années 380

### Année 383
- Les « Onze mille vierges », qui furent martyrisées à Cologne, parmi lesquelles furent sainte Ursule et sainte Cordule.

### Année 386
- Saint Domnin de Grenoble (320-386), premier évêque de Grenoble

### Année 387
- Saint Cyrille de Jérusalem (315-387), évêque, théologien et docteur de l'Église

## Années 390

### Année 390
- Saint Grégoire de Nazianze (329-390), évêque, théologien et docteur de l'Église

### Année 397
- Saint Ambroise de Milan (340-397), évêque, théologien et docteur de l'Église